# Дългошпореста теменуга
Дългошпорестата теменуга (Viola delphinantha) е вид туфесто полухрастче от семейство Теменугови (Violaceae).

## Разпространение и местообитание
Растението е балкански ендемит. Разпространено е по варовити скали, скални пукнатини и каменисти места. Среща се на територията на България и Гърция. В България е разпространено в Парилската седловина в Славянка планина на надморска височина между 950 и 1700 метра.
В България е критично застрашен вид, включен в Червената книга на България и в Закона за биологичното разнообразие.

## Описание
Дългошпорестата теменуга е с вдървено коренище. Стъблото му е тънко, изправено и голо с височина около 5 – 30 cm. Листата са приседнали, линейноланцетни или линейни, голи, с една жилка и целокрайни. Прилистниците са подобни на листата. Цветните дръжки са голи и изправени или отклонени. Цветовете му са без миризма, единични, кръгли или широко обратнояйцевидни. Венчелистчетата са розови, като горните са разперени назад и встрани, страничните – разперени встрани и леко извити надолу, а долното на върха врязано, с 2,0 – 3,5 cm дълга, извита и насочена надолу шпора. Плодът му представлява кутийка. Цъфти през май-юли и плодоноси през юли – септември. Размножава се със семена и вегетативно.